# اونگن (استان ماسوویان)
اونگن (به لهستانی:  Unin) یک روستا در لهستان است که در گمینا گوژنو (استان ماسوویان) واقع شده‌است.